# Who's That Girl World Tour
De Who's That Girl World Tour is de wereldtournee die Madonna maakte in 1987. De toer was Madonna's eerste wereldtournee en diende onder andere ter promotie van de film met dezelfde titel die in dat jaar uitkwam en waarin zij een hoofdrol speelde. De tournee begon op 14 juni 1987 in Osaka (Japan) en leidde ook naar Noord-Amerika, Canada en Europa. Op 25 en 26 augustus trad Madonna op in het Rotterdamse Feijenoordstadion. De tournee eindigde op 6 september in Italië.

## Registratie
De show van 22 juni 1987 in Tokio werd gebruikt voor de concertregistratie Who's That Girl - Live In Japan. Het optreden in Turijn op 4 september werd rechtstreeks uitgezonden in Europa. In Nederland gebeurde dit door de VARA. De productie was in handen van ID TV. Later werd deze opname gebruikt als basis voor de concertregistratie Ciao, Italia! - Live From Italy. Deze registratie werd internationaal uitgebracht op VHS en later op laserdisk en dvd.

## Nummers
1. Open your heart
2. Lucky Star
3. "True blue"
4. "Papa Don't Preach"
5. "White Heat"
6. "Causing a commotion"
7. "The look of love"
8. Medley: "Dress You Up"/"Material Girl"/"Like a Virgin" (met "I Can't Help Myself (Sugar Pie Honey Bunch)")
9. "Where's the party"
10. "Live to Tell"
11. "Into the Groove"
12. "La Isla Bonita"
13. "Who's that girl"
14. "Holiday"

## Toerschema
Japan
- 14 juni · Nashinomiya Stadion, Osaka
- 15 juni · Nashinomiya Stadion, Osaka
- 20 juni · Korakeum Stadion, Tokio, Japan
- 21 juni · Korakeum Stadion, Tokio, Japan
- 22 juni · Korakeum Stadion, Tokio, Japan

Amerika
- 27 juni · Orange Bowl, Miami
- 29 juni · The Omni, Atlanta
- 2 juli · RFK Stadion, Washington DC

Canada
- 4 juli · CNE Stadion, Toronto, Canada
- 6 juli · The Forum, Montréal, Canada
- 7 juli · The Forum, Montréal, Canada

Amerika
- 9 juli · Foxboro Stadium, Foxboro
- 11 juli · Veteran's Stadium, Philadelphia
- 13 juli · Madison Square Garden, New York
- 15 juli · Kingdome, Seattle, WA
- 18 juli · Anaheim Stadium, Anaheim, CA
- 20 juli · Shoreline Amphitheatre, Mountain View (San Francisco)
- 21 juli · Shoreline Amphitheatre, Mountain View (San Francisco)
- 24 juli · Houston Astrodome, Houston
- 26 juli · Texas Stadion, Dallas
- 29 juli · Civic Center, St.Paul
- 31 juli · Soldier Field, Chicago
- 2 augustus · Alpine Valley Music Theater, Milwaukee
- 5 augustus · Richfield Coliseum, Richfield (Cleveland)
- 6 augustus · Richfield Coliseum, Richfield (Cleveland)
- 7 augustus · Pontiac Silverdome, Pontiac (Detroit)
- 9 augustus · Giant's Stadion, East Rutherford
- 10 augustus · Giant's Stadion, East Rutherford

Europa
- 15 augustus · Roundhay Park, Leeds, Engeland
- 18 augustus · Wembley Stadion, Londen, Engeland
- 19 augustus · Wembley Stadion, Londen, Engeland
- 20 augustus · Wembley Stadion, Londen, Engeland
- 22 augustus · Waldstadion, Frankfurt, Duitsland
- 25 augustus · Feyenoord Stadion, Rotterdam, Nederland
- 26 augustus · Feyenoord Stadion, Rotterdam, Nederland
- 29 augustus · Parc de Sceaux, Parijs, Frankrijk
- 31 augustus · Stade de l'Ouest, Nice, Frankrijk
- 4 september · Stadio Communale, Turijn, Italië
- 6 september · Stadio Communale, Florence, Italië

## Meewerkende artiesten
- Keyboard/muzikale leiding: Patrick Leonard
- Keyboard: Jai Winding
- Drums: Jonathan Moffett
- Gitaar: David Williams, James Harrah
- Bas: Kerry Hatch
- Percussie: Luis Conte
- Achtergrondzangeressen: Donna De Lory, Niki Haris, Debra Parson
- Dansers: Shabba Doo (choreografie), Angel Ferreira, Chris Finch